# Želodčna prebava
Trajanje prebave se spreminja glede na kakovost in količino hranil (npr. maščobe zakasnijo izločanje solne kisline in tako upočasnijo prebavo). Normalen obrok se prebavi v približno treh do štirih urah in v tem času so hranila v procesu intenzivne mehanske in kemične dejavnosti.
Peristaltično krčneje mišičja, ki se sproži, ko so hranila v želodcu, mu zagotovi gibanje, ki je potrebno za mešanje hrane in da se sprazni. Zelo močna krčenja se lahko pojavijo tudi takrat, ko je želodec prazen; v takem primeru sovpada krčenje z občutkom lakote.
Želodčne stene so sestavljene iz več plasti, med katerimi omenimo mišičje in sluznico. Prva plast je sestavljena iz treh različnih plasti vlaken: podolgovata je na zunanji strani, krožna na notranji. Druga plast prekriva želodčno votlino in je s številnimi žlebi razdeljena v predele, ki imajo obliko šesterokotnikov, v gastrična polja, sredi katerih se izlivajo želodčne žleze. Več milijonov cevastih, enostavnih ali razvejanih žlez je v sluznici želodčnega oboka in se odpirajo v želodčno votlino z odprtinami, ki so vidne na njeni površini. 
Celice, ki sestavljajo žleze, poleg čašastih sluzničnih, so dveh vrst: glavne celice, ki so v predelu želodčnega oboka in ki ustvarjajo proferment pepsinogena, in parietalne, ki so nad prvimi in so neenakomerno porazdeljene. V njih nastaja solna kislina.
Žleze, ki so v vratarjevem predelu želodca, se razlikujejo od tistih v oboku po zavitosti izvodil in po daljših izvodilih.
Produkt žleznega izločanja ali želodčni sok je mešanica izločkov spremenljivih količin vseh omenjenih žlez in tudi tistih v sluzničnem epitelu. Glavne sestavine želodčnega soka, ki je kot nekakšna vodena tekočina, sta solna kislina in pepsin. Pepsin je ferment, zaradi delovanja katerega se velike netopne beljakovinske molekule cepijo v topljive snovi, peptone. Pepsin nastaja v obliki inaktivnega profermenta, pepsinogena, ki ga nato v želodčni votlini aktivira solna kislina. Ko enkrat nastane, pepsin sam aktivira preostali pepsinogen.
Solna kislina kot aktivator je potreba za vzpostavitev kislosti v okolju, kar je nujno za delovanje pepsina. Poleg tega ima antiseptične lastnosti, kar je ugotovil že Spallanzani, ko je opazil, da delci mesa, prepojeni z želodčnim sokom, počasi gnijejo.
Želodčni sok dojenčkov vsebuje renin (kimazo ali kimozin), ferment, ki sesiri mleko. Ta ostaja dlje časa v želodcu, da pepsin lahko cepi beljakovine, ki so v njem. V želodčnem soku so še lipaza, delovanje katere je pri prebavi maščob dokaj omejeno, in sluznica, ki poleg tega, da vlaži, tudi ščiti želodčno sluznico pred delovanjem solne kisline in pepsina (ki bi lahko prebavila sam želodec). Želodčni sok ne nastaja neprestano, ampak se začne ob zaužitju hrane. Tedaj je nastajanje v glavnem odvisno od živčnih mehanizmov, s katerimi je povezan živec klatež. Živec klatež uravnava tudi izločanje, ki se prične ob pogledu na hrano, ob vohanju hrane ali pod vplivom teka. Ko pride hrana v želodec, se izločanje pospeši s hormonom gastrinom, ki ga izloča sluznica vratarja, ko pride v stik z grizom. 
Ko se želodčna prebava konča in se je grižljaj spremenil v zelo tekočo belo kašo, imenovano griz, se po močnejši peristaltiki predela ob vratarju začne praznenje želodca. Zapiralka vratarja, ki je med prebavo tonično zaprta, se aktivno odpre. Želodec se prazni počasi, v presledkih se griz pretaka v dvanajstnik in ob posameznih prehodih se zapiralka refleksno zapre.

## Motnje v želodcu
Lahko se zgodi, da pride v želodec hrana, ki je ali strupena ali pa kakorkoli ne prija želodcu. Želodec se je znebi tako, da jo izbljuje skozi požiralnik in usta. To je sicer neprijeten, toda važen obrambni pojav telesa. Vzroki bljuvanja so tudi še drugi, na primer vnetje slepiča, žolčnega mehurja, želodčni čir itd. Čir na želodčni steni je huda želodčna bolezen. Če je stalno preveč solne kisline v želodčnem soku, kislina steno razjeda in se lahko napravi rana ali čir. Tedaj je v izbljuvkih pogosto temna kri. Bolezen ugotovi zdravnik z rentgenskim pregledom in jo je treba zdraviti.
Vnetje želodčne sluznice se pojavi, če preveč jemo, če jemo prevročo ali premrzlo hrano ali pa, če hrano premalo prežvečimo. Pa tudi pokvarjena hrana lahko povzroči tako vnetje. Vedno mora ugotoviti zdravnik vzrok vnetja, nato zdravimo bolezen s primerno hrano (dieto).